# Leisure (음반)
《Leisure》는 블러의 데뷔 음반이다. 영국에서 1991년 8월 26일에 발매되어 영국 음반 차트 7위에 올랐으며, 한 달 후에 미국에 발매되었다.

## 상세
앨범 수록곡 중 "Sing"은 원래 "Sing (To Me)"이라는 제목의 오리지널곡이 따로 있었다. 지난 1989년 지금의 블러가 '시모어' (Seymour)란 이름으로 활동하던 시절에 데모곡으로 녹음됐던 곡이다. 1집 발매 후 약 10년 뒤인 2000년 2월 초한정판 프로모 전용 싱글앨범으로 처음 공개된 뒤, 데뷔 21주년 기념 종합앨범 박스세트인 <블러 21>에도 실렸다.
커버아트는 1954년 5월 사진작가 찰스 허윗이 촬영한 사진으로, 픽처 포스트 지의 수영모 특집기사에서 "수영의 귀태" (Glamour in the Swim)이란 제목으로 실렸다.

## 발매
1991년 8월 16일 영국에서 처음 발매되었으며, 당시 푸드 레코드가 라벨을 맡았다. 그로부터 한 달 뒤 미국에서도 발매되었는데, 영국판과 수록곡을 달리했다. 우선 블러의 기존 싱글 세 곡이 전면으로 나왔고, 수록곡 중 "Sing"이 빠지는 동시에 그 자리에 "She's So High"와 함께 A면에 실렸던 "I Know"가 대신 수록됐다. 캐나다에서는 영국판과 똑같은 수록곡본으로 발매됐다.
발매 당시 영국 앨범 차트에서 종합순위 7위를 달성했다.
2012년 7월 30일 본 앨범 발매 21주년 기념으로, 역대 정규앨범과 함께 리마스터판이 발매됐다. 2016년 8월 26일에는 LP판이 재발매되었다.

## 평가
| 전문가 평가                   | 전문가 평가 |
| 평가 점수                     | 평가 점수   |
| 출처                          | 점수        |
| ----------------------------- | ----------- |
| AllMusic                      | [ 7 ]       |
| Drowned In Sound              | 8/10        |
| Encyclopedia of Popular Music | [ 9 ]       |
| Entertainment Weekly          | A−          |
| Pitchfork                     | 5.8/10      |
| Q                             | [ 12 ]      |
| The Rolling Stone Album Guide | [ 13 ]      |
| Select                        | 5/5         |
| Smash Hits                    | 8/10        |

<Leisure>의 발매 당시 영국 음악평론계의 평가는 호불호가 갈렸다. 블러의 열광팬이기도 한 〈셀렉트〉 지의 데이비드 캐버너그는 "블러의 네 청년이 〈Leisure〉의 그루브에 스릴을 새겨넣으면서, 누가 봐도 대단한 입지 속에서 큼직한 우위에 섰음을 입증한 셈"이라며, "요약컨대 <Leisure>는 광고해대는 그대로가 담긴 만족스러운 경우겠다"고 평했다. <Q> 지의 폴 데이비스는 별점 5점 만점에 4점을 매기면서, 당초 블러가 홍보했던 유망성을 보여준 것 같다고  전했다. 그는 "헐렁한 차림에 느슨한 앞머리를 한 이 최신예 팝 생도들이 끓어오르는 팝 로맨스를 멋진 스타일로 마무리한 것만은 분명하다"라며, "<Leisure>는 히트 예정 싱글로 무수히 가득찬 보물창고"라 덧붙였다. 반면 앨렉시스 페트리디스는 블러가 "자신들이 뭘 하는지도 모르는 듯 보이고, 그 탓에 여기저기 끔찍한 실수를 저지르고 있다"며 "이 앨범이 증거"라는 평을 내렸다. 또 앨범 수록곡의 가사가 "별로"라는 평도 내렸다.
2007년 인터뷰에서 데이먼 알반은 본 앨범에 대해 "끔찍하다" (awful)면서, 지금껏 쌓아온 자신의 앨범 중에서 4집과 함께 "별로였던 레코드"였다며 혐오감을 드러냈다. 2014년에도 알반은 1집 녹음 당시의 상황에 대해 "그렇게 좋은 경험은 아니었다"면서, 당시 소속사가 인기를 끈 앨범을 이용해먹으려 했고 또 만족할 때까지 맞춰주느라 고생했었다는 후문을 전했다. 그럼에도 블러는 훗날 라이브 투어를 돌 때마다 1집 수록곡을 간간이 공연하는데, 싱글 앨범으로 나왔던 "There's No Other Way"와 "She's So High"만 라이브 공연으로 불러왔다.
1집 수록곡 중에서 "Sing"은 1996년 영화 <트레인스포팅>의 OST로 수록되었다. 2008년에는 밴드 콜드플레이가  <Viva la Vida or Death and All His Friends>를 발매할 당시 수록곡 "Lost!"의 도입부에서 "Sing"의 곡조를 따온 것으로 밝혀져 화제가 되었다.

## 트랙 목록
프로듀서는 전부 스티븐 스트리트가 맡았다. 예외 시 별도 표기.
전체 작사·작곡: 데이먼 알반, 그레이엄 콕슨, 알렉스 제임스, 데이브 론트리
| #             | 제목                 | 프로듀서                | 재생 시간 |
| ------------- | -------------------- | ----------------------- | --------- |
| 1.            | She's So High        | 스티브 러벨 스티브 파워 | 4:45      |
| 2.            | Bang                 |                         | 3:36      |
| 3.            | Slow Down            |                         | 3:11      |
| 4.            | Repetition           |                         | 5:25      |
| 5.            | Bad Day              |                         | 4:23      |
| 6.            | Sing                 | 블러                    | 6:00      |
| 7.            | There's No Other Way |                         | 3:23      |
| 8.            | Fool                 | 마이크 톤               | 3:15      |
| 9.            | Come Together        |                         | 3:51      |
| 10.           | High Cool            |                         | 3:37      |
| 11.           | Birthday             | 마이크 톤               | 3:50      |
| 12.           | Wear Me Down         | 마이크 톤               | 4:49      |
| 총 재생 시간: | 총 재생 시간:        | 총 재생 시간:           | 50:13     |

- 위 트랙리스트는 영국판으로, 미국판과 일본판 발매본과는 다르다.

| #   | 제목                                    | 재생 시간 |
| --- | --------------------------------------- | --------- |
| 1.  | I Know (Extended Version)               | 6:31      |
| 2.  | Down                                    | 5:59      |
| 3.  | There's No Other Way (Extended Version) | 3:59      |
| 4.  | Inertia                                 | 3:49      |
| 5.  | Mr Briggs                               | 3:59      |
| 6.  | I'm All Over                            | 2:00      |
| 7.  | Won't Do It                             | 3:20      |
| 8.  | Day Upon Day (Live)                     | 4:14      |
| 9.  | There's No Other Way (Blur Remix)       | 4:57      |
| 10. | Bang (Extended Version)                 | 4:26      |
| 11. | Explain                                 | 2:45      |
| 12. | Luminous                                | 3:14      |
| 13. | Berserk                                 | 6:43      |
| 14. | Uncle Love                              | 2:31      |
| 15. | I Love Her (Demo)                       | 3:36      |
| 16. | Close                                   | 3:03      |

## 제작
- 데이먼 알반 - 리드보컬, 키보드, 프로덕션 ("Sing", "Inertia", "Mr. Briggs")
- 그레이엄 콕슨 - 기타, 백보컬, 프로덕션 ("Sing", "Inertia", "Mr. Briggs")
- 알렉스 제임스 - 베이스, 프로덕션 ("Sing", "Inertia", "Mr. Briggs")
- 데이브 론트리 - 드럼, 타악, 프로덕션 ("Sing", "Inertia", "Mr. Briggs")
- 스티브 러벨 - 프로덕션 ("She's So High", "I Know")
- 스티브 파워 - 프로덕션 ("She's So High", "I Know")
- 마이크 톤 - 프로덕션 ("Fool", "Birthday", "Wear Me Down")
- 스티븐 스트리트 - 프로덕션 ("There's No Other Way", "Bang", "Slow Down", "Repetition", "Bad Day", "High Cool", "Come Together")

## 차트 기록
| 1991년 차트        | 최고순위 |
| ------------------ | -------- |
| 유로피언 앨범 차트 | 78       |
| 영국 앨범 차트     | 7        |

| 국가                       | 인증 | 판매량/출하량 |
| -------------------------- | ---- | ------------- |
| 영국 (BPI)                 | 골드 | 100,000^      |
| ^출하량을 기반으로 한 인증 |      |               |